# Noix du Brésil

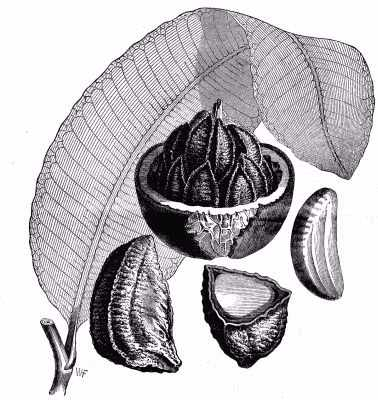
Feuille et graines du noyer du Brésil (Bertholletia excelsa).

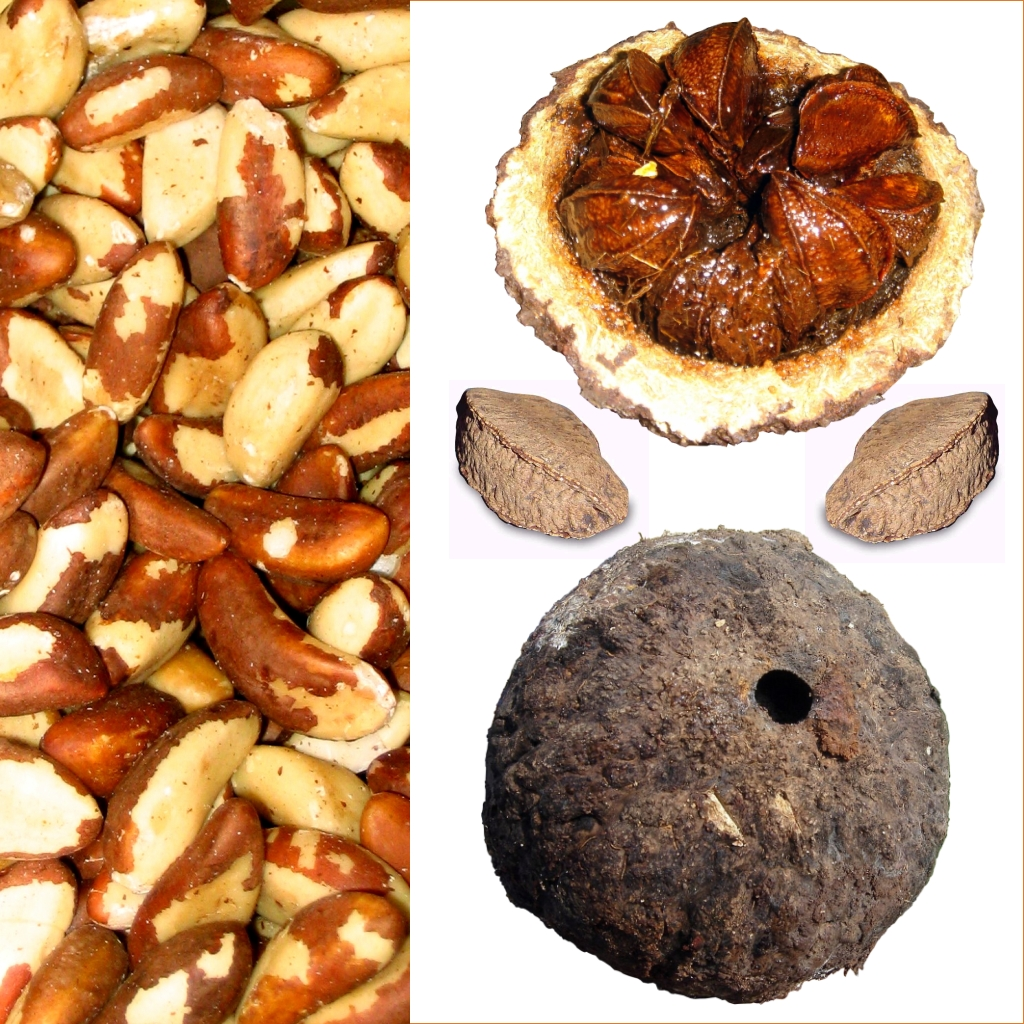
Amandes, graines et coque de la noix du Brésil.

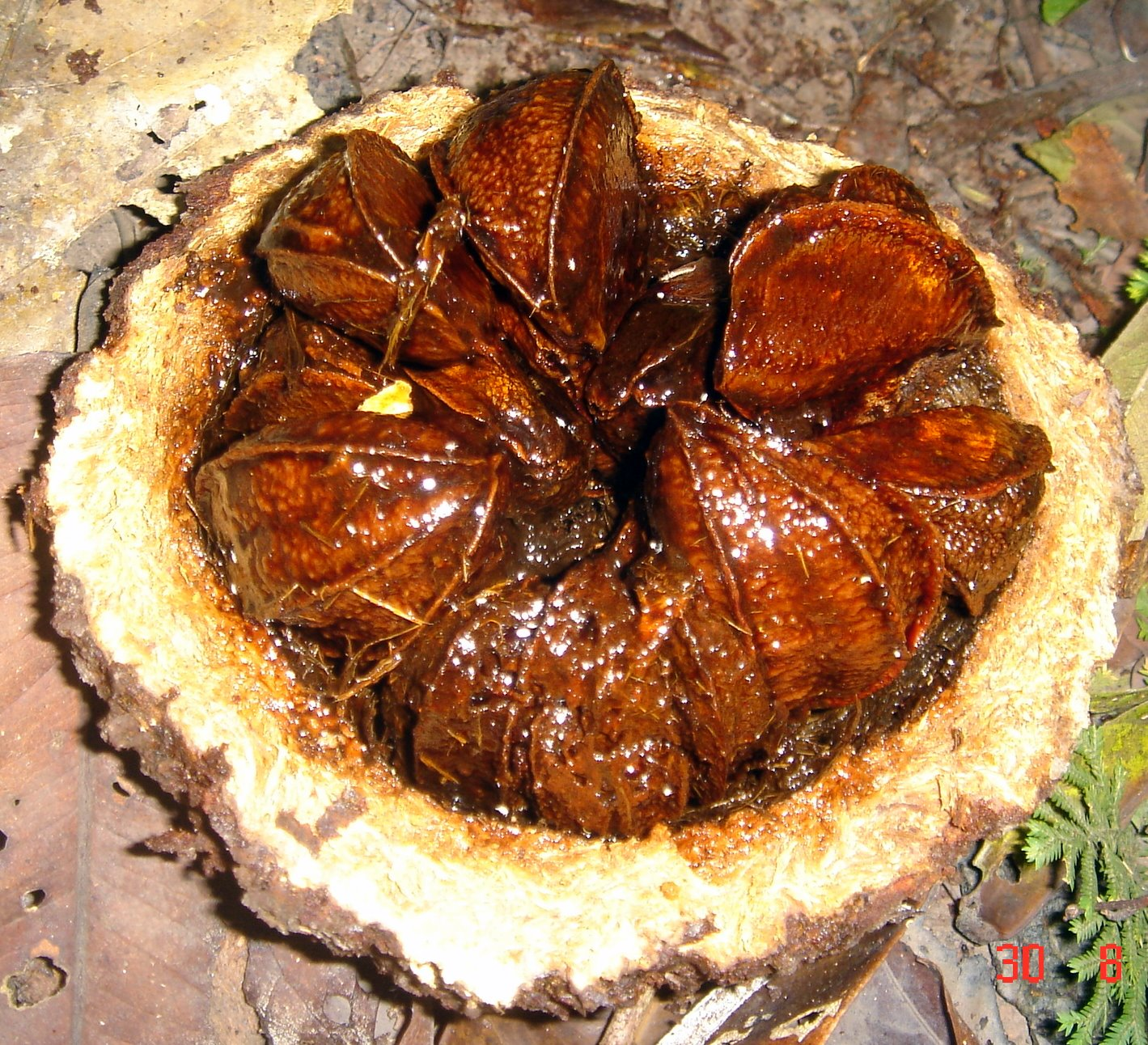
Coupe transversale du fruit, à paroi (péricarpe) épaisse et graines enfermées dans un tégument dur, roux brun.

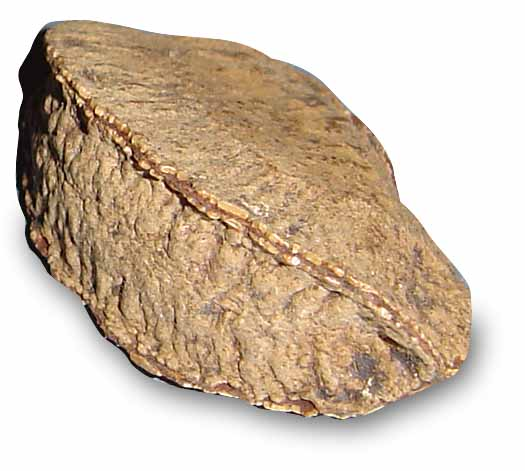
Noix du Brésil dans son tégument dur.

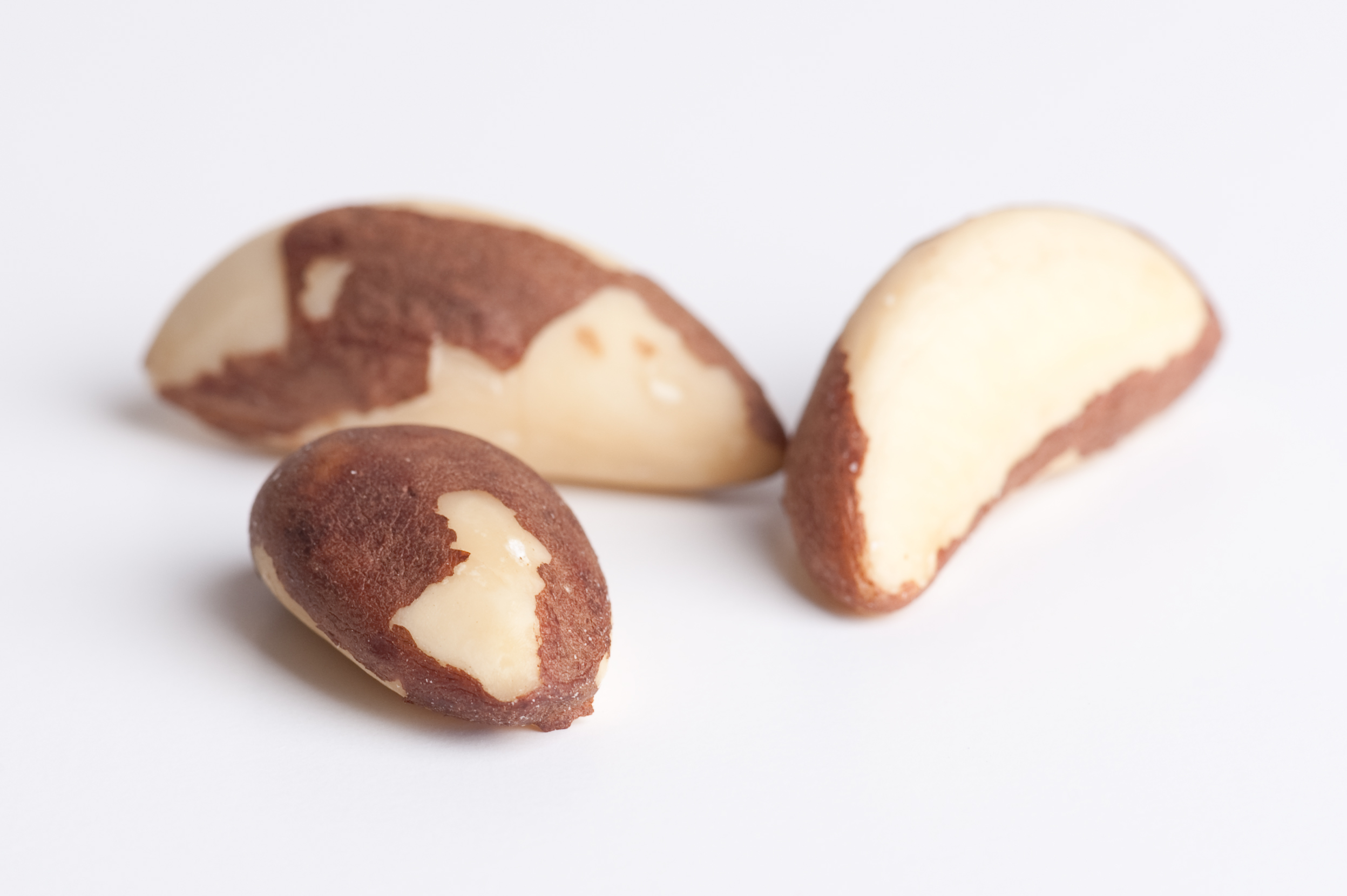
Noix du Brésil décortiquées.

La noix du Brésil, noix du Pará ou noix d'Amazonie (en portugais castanha-do-Brasil ou castanha-do-Pará), est la graine contenue dans la coque du fruit d'un arbre, le Noyer du Brésil (Bertholletia excelsa), plante de la famille des Lecythidaceae, poussant dans la forêt amazonienne d'Amérique tropicale. La noix d’Amazonie est principalement produite dans trois grands pays d'Amérique du Sud, à savoir le Brésil, la Bolivie et le Pérou. Elle fut le premier aliment globalisé à être ramassé directement en pleine forêt, loin des communautés humaines.
La noix du Pará consommée (l’amande du fruit) est une bonne source d’acides gras poly-insaturés et de sélénium. Elle est principalement consommée à l’apéritif ou dans les desserts, notamment les crèmes glacées, chocolats et pâtisseries. On peut aussi en extraire une huile alimentaire.
La consommation régulière de fruits à coque (noix, amandes…et noix du Brésil) diminue les risques de maladies coronariennes et cardiovasculaire. La forte teneur en sélénium de la noix du Brésil pourrait stimuler le système immunitaire et protéger contre certaines formes de cancer.

## Description botanique
L’aspect est au premier abord surprenant puisque la noix que l’on consomme est enveloppée dans deux coques solides : 1) une première coque de section triangulaire enserrant l’amande et formant une graine, 2) une deuxième coque enfermant une vingtaine de graines et formant un fruit.
Sur le plan botanique, le fruit du noyer du Brésil est une pyxide, subglobuleuse, s’ouvrant par un petit opercule de 8 mm, de 9 à 11,5 cm de diamètre, avec une paroi épaisse de 1,2 à 1,5 cm, et pesant moins de 800 g (valeurs moyennes pour la majorité des cas, d’après l’étude statistique de Müller et al., 1995). Toutefois, la classe des fruits les plus gros (de plus 1 400 g, représentant 1,25 % du total) pèsent en moyenne 1 508 g. Pour certains auteurs les fruits peuvent peser jusqu’à 3 kg.
Ce fruit, récolté en forêt amazonienne, est directement ouvert sur place (voir la photo ci-dessous du tas de coques abandonnées en forêt).
Cette coque contient une vingtaine de graines. Chacune est protégée par un tégument brun noir, dur, et ligneux. À l’intérieur se trouve une amande blanche, huileuse et comestible. Jadis les graines non débarrassées de leur tégument solide étaient vendues à l’international, maintenant la grosse majorité est décortiquée.
|                               |                                                                                                 |                                                                                                 |
| Fruit de Bertholletia excelsa |                                                                                                 |                                                                                                 |
| Pyxide                        | péricarpe, épais, ligneux, s’ouvrant par un petit opercule de 8 mm « bogue » (ouriço au Brésil) | péricarpe, épais, ligneux, s’ouvrant par un petit opercule de 8 mm « bogue » (ouriço au Brésil) |
| Pyxide                        | graines, 20                                                                                     | tégument, brun noir, ligneux                                                                    |
| Pyxide                        | graines, 20                                                                                     | amande, blanche, huileuse, comestible                                                           |

Le terme de noix du Brésil désigne suivant le contexte, l’amande avec ou sans sa coque. Les Brésiliens désignent le fruit récolté en forêt par ouriço « oursin, bogue ».

## Histoire
Les Amérindiens d’Amazonie consomment la noix du Brésil depuis le Paléolithique.
Les premières traces écrites de la noix d'Amazonie remontent à 1548 à Cuzco, dans les Andes où après une bataille, des guerriers  Indiens amenèrent à Pedro de Gazca au Cuzco un présent en « amandes triangulaires qui finissent en pointe et sont plus grandes et meilleures que celles d’Espagne ». Quelques années plus tard en 1569, un colonel espagnol du nom de Juan Álvarez Maldonado, ayant  reçu en cadeau des noix de la part des Indiens Cayanpuxes, avait décidé d'en faire la récolte pour nourrir ses troupes. En 1590, José de Acosta, jésuite  et missionnaire naturaliste de Philippe II, décrit sommairement le fruit et ses graines dans son encyclopédie Histoire naturelle et morale des Indes.
En 1633, les premiers échanges commerciaux débutent entre le Brésil et les Pays-Bas. S'ensuivront de nombreux autres échanges avec les pays européens tout au long du XVIIIe siècle. En 1810, les échanges s'étendent aux États-Unis et surtout à l’Angleterre, le Brésil exportant par la même occasion deux autres produits bien connus : le cacao et la noix de cajou. L’Angleterre devint le premier partenaire commercial d’importation de la noix d’Amazonie et le restera jusqu’en 1930. Enfin en 1866, le fleuve Amazone est ouvert au commerce international. Dès lors, la production de la noix d'Amazonie devient très vite vitale pour le pays et ses petits producteurs.
À partir des années 1970, la politique du gouvernement brésilien de développement de l’Amazonie privilégiant l’élevage, la culture et l’extraction minière, conduisit à une déforestation massive et à un effondrement de la production de noix du Brésil. À la fin du XXe siècle, la production de noix d’Amazonie de la Bolivie rattrapa la production brésilienne (voir le tableau de production ci-dessous, à l’avant dernière section).

## Récolte

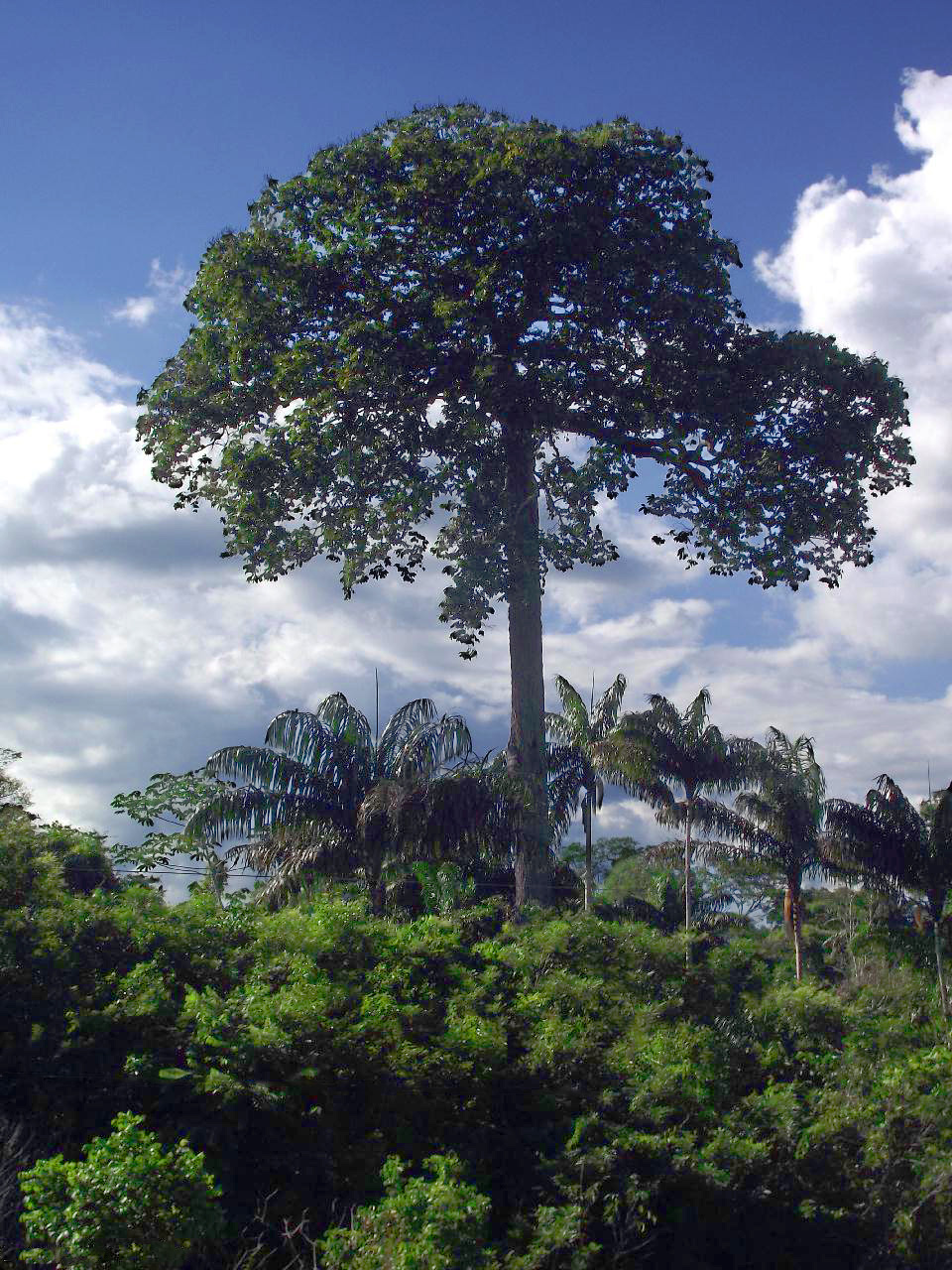
Noyer du Brésil avec sa grande couronne émergente (état de Pará, Brésil).

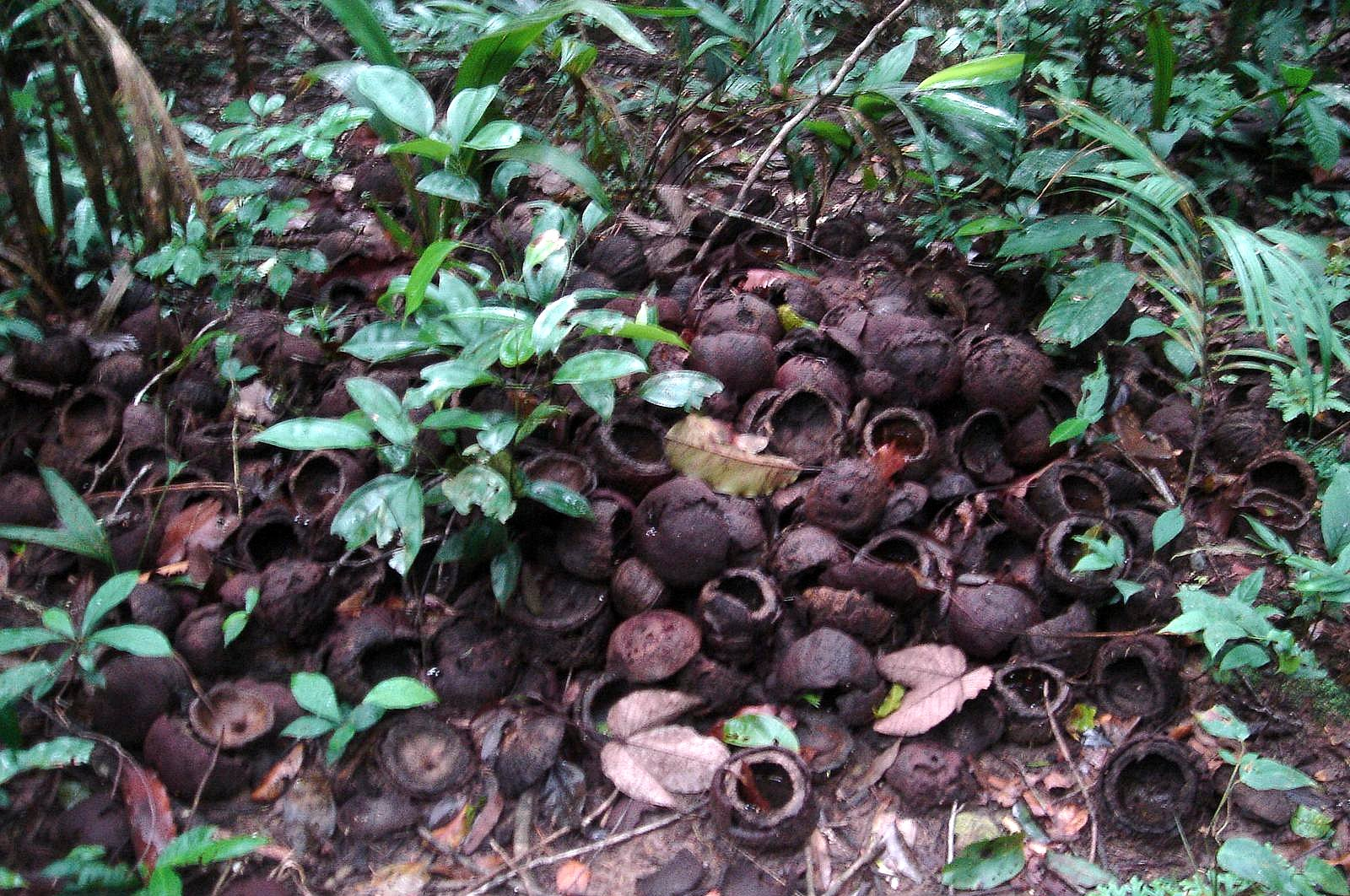
Tas de coques de fruits du noyer du Brésil.

Principalement récoltée dans l'État brésilien du Pará. la noix du Pará est connue pour ses bienfaits pour la santé. À l'intérieur de ses coques se trouvent des graines trigones aux arêtes vives, au nombre variant entre 15  et   30 graines selon la grosseur du fruit. Ces graines possèdent une autre enveloppe lignifiée autour de l’amande.
Les fruits mûrissent en novembre, mais la récolte ne commence qu'en décembre-janvier pour se terminer en mars-avril. Elle se déroule sous des arbres sauvages en pleine forêt, et comme autrefois, la récolte se fait toujours manuellement en ramassant les bogues tombées à terre. Celles-ci sont ensuite ouvertes à la machette sur place pour en retirer les noix, qui seront par la suite séchées au soleil. Pendant toute la durée de la récolte, les caboclos partent souvent avec leur famille car chacun contribue au ramassage des noix. Ceux-ci travaillent au plus près des noyers, construisant sur place leurs cabanes, car ils ne rentreront dans leur village qu'une fois tous les fruits ramassés.
Avant d’être expédiées à l’étranger, les noix sont séchées – opération difficile puisqu’elle se déroule à la saison des pluies. La déshydratation permet d’éviter les moisissures qui peuvent produire des mycotoxines. Pour être envoyées en Europe, les noix sont mises en sachet de 20 kg sous vide ou sous azote. À l’arrivée, elles sont triées et calibrées.
Les collecteurs travaillent généralement dans des conditions  précaires, loin des centres économiques, avec des rémunérations très en deçà du prix de revente final du produit dans les pays développés. Le schéma organisationnel de la filière de la noix du Brésil est semblable à celui du caoutchouc. Elle est faite d’une multitude d’organisations familiales alimentant une grande industrie par l’intermédiaire d’un réseau de commerçants-marchands (regatões-atravessadores), tenant en leur pouvoir les collecteurs par une série d’avances financières avec intérêt.
La noix du Brésil fut le premier aliment globalisé à être ramassé directement en forêt dans des zones qui étaient encore restées éloignées des communautés humaines jusque dans les années 1970.

## Consommation

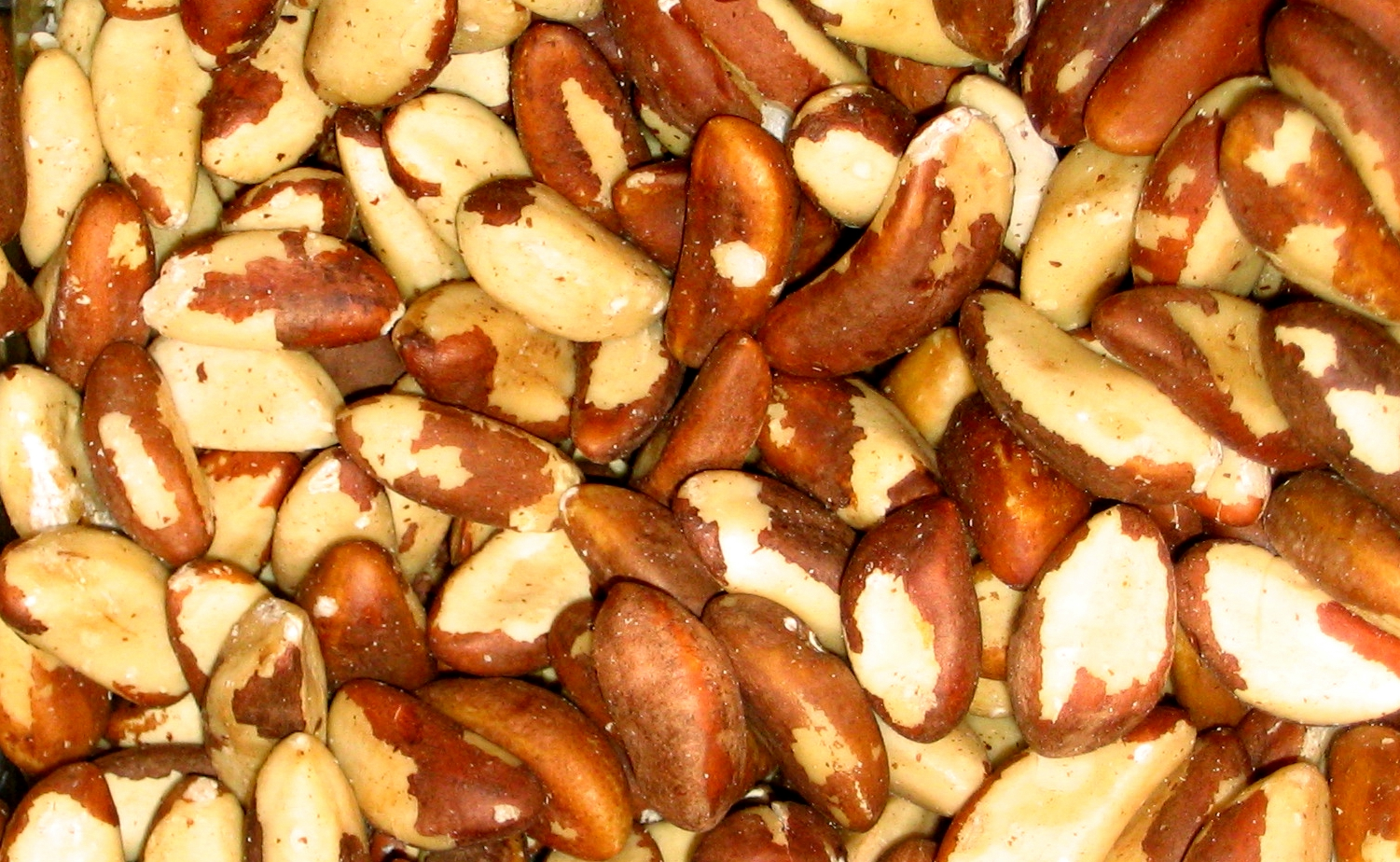
Noix du Brésil / noix d'Amazonie.

- La noix d'Amazonie (décortiquée) peut se déguster telle quelle, son goût fin rappelant celui de la noisette et de la noix de coco.
- Elle peut également être grillée, à la manière de la cacahuète, additionnée de sel ou nature. Elle est servie comme grignotage pour accompagner les apéritifs.
- Elle est aussi souvent utilisée dans les desserts, notamment dans les crèmes glacées, les chocolats et les pâtisseries.
- Enfin, on peut aussi la retrouver en huile végétale.

## Valeur nutritive

### Macronutriments
Selon la table Ciqual de l’Anses, la noix du Brésil est très riche en lipide (66,7 %) (entre 64 % et 68,8 % selon les spécimens) : un taux plus élevé que celui de l’amande et semblable à celui de la noix commune, mais moins important que celui de la noix de pécan (72,6 %). Parmi les fruits à coque, c’est le plus riche en acides gras saturés (16,2 %), comprenant de l’acide palmitique (C16:0, 9,25 %), le composant principal de l’huile de palme et de l’acide stéarique (C18:0, 6,16 %), capable de se transformer en acide oléique par désaturation.
La noix du Brésil est riche en acides gras mono-insaturés (21,8 %) mais toutefois beaucoup moins que la plupart des autres fruits à coque (notamment la noisette qui en a 45,6 %). Elle est par contre très riche en acides gras polyinsaturés (25,6 %), taux supérieur à celui de la plupart des fruits à coque sauf la noix commune. Il s’agit essentiellement de l’acide linoléique (C18:2, oméga-6) par contre, elle ne contient pratiquement pas d’acide α-linolénique (C18:3, oméga-3).
Le contenu en glucide est de 5,28 %, ce qui est un ordre de grandeur que l’on retrouve dans l’amande, la noisette, la noix ou la pacane. Seules la pistache et surtout la noix de cajou grillée (26,7 %) en sont plus riches.
Le contenu en protéines de 14,8 % représente aussi une valeur moyenne pour un fruit à coque.
Toutefois la noix du Brésil est riche en acide aminé soufrés, la méthionine et cystéine ainsi qu’en glutamine, arginine. Elle est par contre pauvre en lysine.

### Micronutriments
La noix du Brésil est particulièrement riche en sélénium (0,103 mg/100g), un oligo-élément abondant dans les poissons et les viandes. D'après la base Ciqual, ce taux de 103 μg/100g est semblable à ce qu’on trouve dans le foie de morue appertisé ou la sole cuite à la vapeur, mais est très inférieur au taux du thon à l’huile, appertisé (310 μg) ou des rognons de porc crus (182 μg). D’après Thomson, la concentration en sélénium va de 0,235 à 4,39 mg/100g (sur la base de plusieurs études). Selon  les mesures de Chunhieng et al. (2004) effectuées sur des noix provenant du Nord-Est de l’Amazonie, le taux de sélénium va de 0,4 à 12,6 mg/100g, c’est-à-dire une fourchette de valeurs bien supérieures au 0,103 mg/100g de la table Ciqual. Ces variations peuvent s’expliquer par les fortes variations du contenu en sélénium (et aflatoxine) observées par Pacheco et al. (2007) suivant la région de production : les noix produites dans l’Est de l’Amazonie ont des concentrations supérieures en sélénium à celles produites à l’Ouest (y compris Bolivie et Pérou). Ces variations pourraient être liées à la variation des taux de sélénium dans les sols, la forme chimique du sélénium dans les sols, la présence de métaux lourds, l’intensité des pluies etc.. À ceci s’ajoutent d’énormes variations entre noix d’une même origine,.
Le sélénium est un constituant indispensable de certaines enzymes antioxydantes (du type sélénoprotéines) dont fait partie le principal antioxydant intracellulaire, la glutathion péroxydase. L’EFSA (Autorité européenne de sécurité des aliments) a fixé un apport satisfaisant de 70 μg par jour, pour les hommes et les femmes.
Par contre les fortes concentrations de certaines noix du Brésil nécessitent de garder à l’esprit que la dose suffisante pour provoquer les symptômes de sélénose (une fatigue intense, la chute des cheveux et la sécheresse extrême de la peau) est d’environ 1 200 μg par jour.
Pour la dose moyenne en France de 103 μg/100g donnée par Ciqual, soit un contenu de 5,15 μg par noix (de 5 g), il faut 13,5 noix pour avoir 100 % de l’apport satisfaisant journalier et 233 noix/jr pour atteindre la dose toxique provoquant la sélénose.
Si le contenu en calcium est assez bas (150 mg/100g), par contre les contenus en magnésium (365 mg/100g) et phosphore (658 mg/100g) sont très élevés (relativement aux Apports journaliers recommandés, respectivement de 800 mg, 375 mg et 700 mg par jour).
| Composition en tocophérol (mg/100 g) de l’huile de noix du Brésil | Composition en tocophérol (mg/100 g) de l’huile de noix du Brésil | Composition en tocophérol (mg/100 g) de l’huile de noix du Brésil |
| ----------------------------------------------------------------- | ----------------------------------------------------------------- | ----------------------------------------------------------------- |
|                                                                   | Min                                                               | Max                                                               |
| α-tocophérol                                                      | 1,0                                                               | 11,0                                                              |
| γ-tocophérol                                                      | 5,1                                                               | 13,8                                                              |
| δ-tocophérol                                                      | 0,77                                                              | 2,6                                                               |

La noix du Brésil est une bonne source de vitamine B1 et de vitamine E. Cette dernière est un assemblage de α-tocophérol et de γ-tocophérol et pour certaines études de δ-tocophérol,. Le γ-tocophérol est la forme majeure de la vitamine E dans de nombreuses plantes alors que l’α-tocophérol est dominant dans les tissus animaux. Le γ-tocophérol et ses produits de dégradation ont une activité cyclooxygénase et possèdent donc des propriétés anti-inflammatoires. Ce qui n’est pas le cas de l’α-tocophérol. Le contenu en tocophérol varie considérablement suivant les études. Shahidi et al. ont rassemblé les valeurs extrêmes trouvées dans 5 études différentes, résumées dans le tableau ci-contre. Le tocophérol total varie de 14,2 mg/100g à 19,91 mg/100g d’huile. Les tocophérols inhibent l’oxydation des lipoprotéines de basse densité LDL et ont donc un rôle protecteur contre l’athérosclérose.

## Composés phytochimiques
Les composés phytochimiques sont des composés bioactifs non nutritifs, comme les flavonoïdes, phytostérols, polyphénols etc., qui ont été reliés à une diminution des risques de maladies chroniques.
La noix du Brésil contient des lignanes, c’est-à-dire des composés phénoliques composées de deux unités monolignols. D’après Phenol-Explorer, on trouve la matairesinol (0,01 mg/100g) et la secoisolariciresinol (0,77 mg/100g).
Le polyphénol total mesuré par la méthode de Folin-Ciocalteu est de 244 mg/100g selon Phénol-Explorer et de 169 mg/100g  selon Yang et al..
Dans le cadre d’une étude comparative du contenu phénolique de dix fruits à coque du commerce, l'équipe de Yang et al. a procédé à une extraction par solvant des composés phytochimiques libres et liés. Elle a établi par la méthode colorimétrique de Folin-Ciocalteu que la noix du Brésil possédait un des contenus phénoliques (169 mg/100 g) les plus faibles, avec le pignon de pin. La noix commune (avec 1 580 mg/100 g) et la noix de pécan (1 464 mg/100 g) ont eux, un contenu environ neuf fois supérieur. Puis viennent la cacahouète, la pistache (572 mg/100 g), la noix de cajou (316 mg/100 g), la noisette (315 mg/100 g) et l’amande (213 mg/100 g)
noix com. > noix de pécan > pistache > …> noisette > amande> noix du Brésil > pignon
Une méthode colorimétrique a déterminé le contenu en flavonoïde total :
| Noix                                       | Pécan | Pistache | Noisette | Amande | Noix du Brésil | Activités antioxydantes de 10 fruits à coque |
| ------------------------------------------ | ----- | -------- | -------- | ------ | -------------- | -------------------------------------------- |
| Contenu phénolique total (mg/100 g)        |       |          |          |        |                |                                              |
| 1 580                                      | 1 464 | 572      | 315      | 213    | 169            |                                              |
| Contenu flavonoïde total (mg/100 g)        |       |          |          |        |                |                                              |
| 745                                        | 705   | 143      | 114      | 93     | 108            |                                              |
| Activité antioxydante totale (µmol vit. C) |       |          |          |        |                |                                              |
| 458                                        | 427   | 76       | 7        | 25     | 16             |                                              |

La capacité anti-oxydante a été mesurée par la capacité de piégeage oxyradicalaire (TOSC). Elle place la noix du Brésil à un niveau supérieur aux pignons, aux noix de macadamia et à la noisette mais très en dessous de la noix commune et de la pacane.
Il faut toutefois relativiser un peu ces résultats, car de nombreuses études sur ces fruits à coque, ont montré d’énormes variations en contenus phénoliques, à l’intérieur de chaque espèce, en fonction des variétés cultivées, des méthodes de culture, de traitements postrécoltes (séchage, grillage, ébullition), des conditions de stockage etc.
La noix du Brésil contient aussi des phytostérols. Ce sont des substances bioactives jouant un rôle structurel dans la membrane des cellules végétales. Philipps et al. ont montré que le β-sitostérol est le phytostérol dominant (65,5 mg/100 g) dans la noix du Brésil, suivi par le delta5-avenastérol (13,6 mg/100 g) et le stigmastérol (6,2 mg/100 g). Ces substances ont des propriétés anti-inflammatoires, antibactériennes et anticancéreuses. Comparée aux autres fruits à coque, la noix du Brésil n’est pas une bonne source de phytostérols, puisqu’elle a le plus petit contenu en phytostérol total (95 mg/100 g).
Enfin, la noix du Brésil est une bonne source de squalène (1 377,8 μg/100 g). Le squalène est un triterpène, indispensable dans la biosynthèse des hormones stéroïdes et de la vitamine D. C’est un antioxydant puissant capable d’inhiber l’oxydation des lipides.

## Radioactivité
La noix du Brésil contient de grandes quantités de baryum et de radium, deux éléments du groupe II du tableau périodique des éléments et ayant donc des propriétés chimiques similaires. Mais seul le radium est radioactif.
L’activité moyenne pour les isotopes du radium (Ra) est de 15,77 Becquerels/kg pour le 224Ra, de 104,8 Bq/kg pour le 226Ra et de 99,48 Bq/kg pour le 228Ra (pour des noix du Brésil  achetées à Manaus). Le noyer du Brésil a un mécanisme métabolique qui lui permet de concentrer le baryum à partir du sol (Hirimoto et al. 1996). Le radium ayant des propriétés chimiques similaires au baryum, l'arbre concentre par la même occasion le radium.
L’étude des doses effectives engagées montrent qu’elles sont inférieures aux maximums établis par Unscear (2000) pour les radionucléides étudiés. Consommer quotidiennement deux noix pendant un an expose à une dose efficace de 0,16 mSv, que l'on peut comparer au bruit de fond ambiant de 2,4 mSv/an en France. Par conséquent, la consommation raisonnable de noix du Brésil n'implique aucun risque pour la santé.

## Propriétés physiologiques

### Protection contre les maladies cardiovasculaires
Les données épidémiologiques montrent que la consommation régulière de fruits à coque (noix, amandes, noisettes…noix du Brésil) a un effet cardioprotecteur parce qu’elle contribue à abaisser le cholestérol total et le cholestérol LDL. L’amélioration de ces facteurs de risque des maladies cardiovasculaires est due aux fortes teneurs en acides gras insaturés des fruits à coque (dont la noix du Brésil qui en contient 45 g/100g) ainsi qu’à leur teneur en fibres alimentaires.
Une étude prospective menée sur une large cohorte de 86 016 infirmières durant 14 ans (Nurses’ Health Study), a trouvé que celles qui consommaient au moins 5 fois des fruits à coque par semaine avaient une diminution du risque de maladie coronarienne fatale de 39 % et d’infarctus du myocarde non fatal de 32 %.
En combinant quatre études prospectives semblables, Kelly et Sabaté (2006) ont trouvé une diminution du risque de maladie coronarienne de 37 % pour ceux qui consomment des fruits à coque plus de quatre fois par semaine, comparée à ceux qui en mangent rarement ou jamais.
Une méta-analyse de Aune et al.  (2016) comprenant 20 études prospectives a trouvé une diminution du risque relatif pour 28 g/jour en plus de fruits à coque, de 29 % pour les maladies coronariennes, de 21 % pour les maladies cardiovasculaires, de 15 % pour tous les cancers, de 22 % pour toutes les causes de mortalité. En plus, il a été trouvé une réduction du risque relatif 52 % pour les maladies respiratoires, de 39 % pour le diabète, et de 75 % pour la mortalité par maladies infectieuses.

### Prévention du cancer
- Modèle animal

L’activité anti-cancéreuse du sélénium, en combinaison avec la vitamine E (ou d’autres antioxydants) a été établie sur des modèles animaux pour des cancers autres que celui de la prostate.
Une étude a montré que la consommation de noix du Brésil diminuait la cancérogenèse mammaire chez des rats. Une réponse inhibitrice proportionnelle à la dose a été observée à des concentrations en sélénium alimentaire de 1 à 3 μg/g. Cette étude montra que l’administration de noix du Brésil était aussi efficace que le sélénite de sodium avec un même niveau de sélénium.
- Études épidémiologiques

En 1996, dans un essai randomisé contrôlé de Clark et al. portant sur 1312 patients avec une histoire de carcinome basocellulaire ou épidermoïde, le groupe recevant 200 μg/jr de sélénium connut une diminution significative de la mortalité par cancer (par rapport au groupe témoin) et de l’incidence des cancers des poumons, colorectaux et de la prostate.
Des enzymes anti-oxydantes contenant du sélénium comme le glutathion péroxydase, la sélénoprotéine P et la thiorédoxine réductase sont toutes exprimées dans la prostate.
Une étude prospective de Li et al. (2004) a  examiné le niveau de sélénium du plasma et le risque de développer un cancer de la prostate. Un groupe de 586 hommes ayant un cancer de la prostate fut suivi pendant 13 ans en comparaison avec un groupe témoin de 577 sujets. Les personnes ayant les taux plasmatiques de sélénium les plus élevés au départ présentaient également un risque de cancer de la prostate réduit de 48 % comparés à ceux de niveau le plus bas. Les niveaux plus élevés de sélénium peuvent également ralentir la progression tumorale du cancer de la prostate.
Par contre, une étude randomisée en double aveugle portant sur 35 534 hommes aux États-Unis, Porto Rico et le Canada, qui testait la prise de sélénium et/ou de vitamine E dans la prévention du cancer de la prostate fut non concluante. Dans cette étude (dite SELECT), la supplémentation en sélénium (entraînant une augmentation de 114 μg/L de sélénium circulant) n’a pas réduit le risque global de cancer de la prostate et le diabète de type 2 . Elle fut par conséquent interrompue avant terme.

## Production
Selon FAOSTAT, la production de noix du Brésil non décortiquée (l’amande avec son tégument solide) dans le Brésil, la Bolivie et le Pérou se distribue ainsi depuis une demi siècle :
| Rang | Pays            | 1970 (t) | 1990 (t) | 2003 (t) | 2016 (t) | 2017 (t) |
| ---- | --------------- | -------- | -------- | -------- | -------- | -------- |
| 1    | Brésil          | 104 487  | 51 195   | 24 894   | 42 335   | 32 942   |
| 2    | Bolivie         | 8 500    | 17 000   | 24 090   | 34 809   | 25 749   |
| 3    | Pérou           | 1 680    | 1 639    | 4 800    | 6 134    | 6 042    |
|      | Amérique du Sud | 114 667  | 69 834   | 53 784   | 83 278   | 64 733   |

À la suite de la politique brésilienne de développement reléguant au second plan l’extractivisme, la production de noix du Brésil s’effondra de 76 % entre les années 1970 à 2003. Pendant ce temps, les forêts des régions du bassin amazonien se trouvant en Bolivie et Pérou, furent préservées et l’extraction de noix se développa régulièrement pour finalement dépasser leur grand voisin brésilien.
La production brésilienne est destinée principalement à la consommation intérieure (de 70 à 75 %) puisque l’exportation ne représente que 25-30 %.

## Physique
Le transport par camion des noix du Brésil et les vibrations induites par la route permet de les trier selon leur taille. Les noix du Brésil ont donné leur nom à l'effet noix du Brésil.